# 腓特烈 (黑森-菲利普斯塔爾-巴赫菲爾德)
腓特烈（德語：Friedrich von Hessen-Philippsthal-Barchfeld，1727年2月13日—1777年11月13日），黑森-菲利普斯塔爾-巴赫菲爾德伯爵，1761年至1777年在位。
1772年，腓特烈與薩爾姆-格勒姆巴赫的索菲·亨麗埃特（Sophie Henriette zu Salm-Grumbach）結婚，兩人沒有子女。1777年腓特烈於巴希費爾德去世，由弟弟阿道夫繼位。